# Кубок вызова АФК
Кубок вызова АФК (англ. AFC Challenge Cup) — международный футбольный турнир, проводившийся Азиатской конфедерацией футбола (АФК) для самых слаборазвитых, в футбольном отношении, стран-членов АФК, так называемых «возникающих» (англ. emerging). Первый турнир был проведён в 2006 году в Бангладеш, а последний прошёл в 2014 году на Мальдивах.
С 2008 года победитель Кубка вызова АФК также получал путёвку на следующий Кубок Азии.
В 2014 году АФК приняла решение прекратить дальнейшее проведение Кубков вызова. Вместо этого сборные развивающихся стран получат больше возможностей для участия в официальных матчах за счёт увеличения числа участников Кубка Азии до 24 с 2019 года и изменения формата проведения отборочных матчей на Кубок Азии и чемпионат мира.

## Призёры
| Год        | Место проведения | Финал       | Финал          | Финал        | Матч за 3-е место   | Матч за 3-е место              | Матч за 3-е место   |
| Год        | Место проведения | Победитель  | Счёт           | Финалист     | 3-е место           | Счёт                           | 4-е место           |
| ---------- | ---------------- | ----------- | -------------- | ------------ | ------------------- | ------------------------------ | ------------------- |
| 2006 Обзор | Бангладеш        | Таджикистан | 4 − 0          | Шри-Ланка    | Кыргызстан и Непал1 | Кыргызстан и Непал1            | Кыргызстан и Непал1 |
| 2008 Обзор | Индия            | Индия       | 4 − 1          | Таджикистан  | КНДР                | 4 − 0                          | Мьянма              |
| 2010 Обзор | Шри-Ланка        | КНДР        | 1 − 1 п. 5 − 4 | Туркменистан | Таджикистан         | 1 − 0                          | Мьянма              |
| 2012 Обзор | Непал            | КНДР        | 2 − 1          | Туркменистан | Филиппины           | 4 − 3                          | Палестина           |
| 2014 Обзор | Мальдивы         | Палестина   | 1 − 0          | Филиппины    | Мальдивы            | 0 − 0 (доп. вр.)1 − 1 п. 8 − 7 | Афганистан          |

## Победители и финалисты
| Команда      | П | Ф | Годы       |
| ------------ | - | - | ---------- |
| КНДР         | 2 | 2 | 2010, 2012 |
| Таджикистан  | 1 | 2 | 2006, 2008 |
| Индия        | 1 | 1 | 2008       |
| Палестина    | 1 | 1 | 2014       |
| Туркменистан |   | 2 | 2010, 2012 |
| Шри-Ланка    |   | 1 | 2006       |
| Филиппины    |   | 1 | 2014       |